# Rob Wasserman
Rob Wasserman (1. dubna 1952 San Mateo, Kalifornie – 29. června 2016 Los Angeles, Kalifornie) byl americký baskytarista a kontrabasista. Vydal několik sólových alb, nejvíce se však proslavil jako člen doprovodných skupin hudebníků jako jsou Lou Reed, Bob Weir, David Grisman, Elvis Costello, Van Morrison, Neil Young nebo Pete Seeger. V letech 1995-2002 byl členem skupiny RatDog. Jeho dcera Sara Wasserman je také hudebnice.

## Diskografie

### Sólová
- 1983: Solo
- 1988: Duets
- 1994: Trios
- 1999: Live (koncertní album; s Bobem Weirem)
- 2000: Space Island
- 2005: Cosmic Farm
- 2011: Note of Hope (Woody Guthrie tribute)

### Ostatní
- 1982: Beautiful Vision – Van Morrison
- 1989: Flying Cowboys – Rickie Lee Jones
- 1989: New York – Lou Reed
- 1990: Mighty Like a Rose – Elvis Costello
- 1992: Magic and Loss – Lou Reed
- 1995: Naked Songs – Rickie Lee Jones
- 1996: The Charity of the Night – Bruce Cockburn
- 2000: Evening Moods – RatDog
- 2001: Live at Roseland – RatDog
- 2011: Lulu – Lou Reed & Metallica[2]